# Земя Виктория
Вижте пояснителната страница за други значения на Виктория.
Земя Виктория (на английски: Victoria Land) е територия от Източна Антарктида, простираща се между 66°45’ и 84°45’ ю.ш. и 142° и.д. и 165°40’ з.д., покрай Индоокеанския и Тихоокеанския сектори на Южния океан. На запад граничи със Земя Адели, а на изток – със Земя Едуард VІІ. Крайбрежните и участъци от запад на изток, а след това на юг и югоизток носят названията: Бряг Джордж V, Бряг Отс, Бряг Пенел, Бряг Борхгревинк, Бряг Скот, Бряг Хилари, Бряг Шакълтън и Бряг Дуфек.

## Географска характеристика

### Брегове
Бреговата линия на Земя Виктория, с дължина над 3000 km, е силно разчленена. Крайната ѝ северозападна част попада в акваторията на море д’Юрвил от Индоокеанския сектор на Южния океан, а останалата част от крайбрежието – в акваторията на моретата Сомов и Рос от Тихоокеанския сектор на Южния океан. Бреговата линия с море д’Юрвил (до 148° и.д.) е в посока запад–изток и е слабо разчленена като най-характерните заливи са Бюкенън и Фишер. Между 148° и 170° и.д. се простира акваторията на море Сомов. В този участък бреговата линия става малко по-разчленена и посоката ѝ става изток-югоизток. Тук са разположени двата големи шелфови ледници Кук и Реник, по-големите заливи са – Бъкли, Лауритцен, Реник, Юл, Смит, Робъртсън и дълбоко вдаващият се в морето полуостров Моусън. От 171° и.д. брегът на Земя Виктория завива на юг и запазва това си направление до 78° ю.ш., като попада в акваторията на море Рос. В този участък бреговата линия става още по-разчленена, изпъстрена със спускащи в морето ледници – Такар, Маринър, Авиатор, сравнително големи заливи – Мобрей, Лейди Нюнс, Тера Нова, Гранит, Макмърдо и др. и крайбрежни острови Рос, Бофорт, Франклин, Коулмен. От залива Макмърдо до края на Земя Виктория бреговата линия продължава в южно, а след това в югоизточно направление и е изцяло заета от най-големия шелфов ледник на Земята Рос. В този участък крайбрежието е слабо разчленено със стръмни, планински брегове с няколко по-големи ледени заливи – Мур, Мюлок, Бомон, Шакълтън.

### Релеф
Земя Виктория е изцяло е покрита с континентален леден щит, дебелината на който в централните ѝ части надхвърля 2000 – 2500 m. Северозападната ѝ част между 142° и 160° и.д. е заета от дебела ледена покривка, над който стърчат оголени скали и нунатаки, части от ниски възвишения и хълмове с височина до 1000 m. В източната част на Брега Отс на повече от 300 km се простира меридионалната планина Арктически институт с височини до 3000 m. Цялото източно крайбрежие на Земя Виктория (от 71° до 84°45’ ю.ш.) на протежение повече от 1800 km е заето от Трансантарктическите планини, в които се издигат отделни мощни хребети и планини: Минто (4163 m), Виктори (3130 m), Принц Албърт (2804 m), Британия (3511 m), Куин Елизабет (4350 m), Куин Александра (връх Къркпатрик 4530 m), Куин Мод (4230 m) и др. Западно от Трансантарктическите планини е разположено обширно ледниково плато с височина до 2500 m

### Континентални ледници
От крайбрежните ниски планини и възвишения на северозапад и от високите Трансантарктическите планини към крайбрежието и в шелфовите ледници на изток се „вливат“ мощни континентални и планински ледници – Мерц, Нинис, Реник, Такар, Авиатор, Моусън, Ферар, Скелтън, Мюлок, Дарвин, Бърд, Нимрод, Бирдмор, Шакълтън и много други.

## Историческа справка
Земя Виктория е открита на 5 януари 1841 г. от британската антарктическа експедиция (1840 – 1842), възглавявана от видния полярен изследовател Джеймс Кларк Рос, който наименува новооткрития участък от брега на Антарктида Земя Виктория в чест на тогавашната (1837 – 1901) британска кралица Виктория. Впоследствие названието Земя Виктория обхваща много по-обширна територия и в продължение на малко повече от 50 години, от 1895 до 1947 този регион от Антарктида е дооткрит, детайлно изследван, топографски заснет и картиран от множество други експедиции, по-важните от които са изброени по-долу:
- 1895 и 1899 – 1900 – Карстен Борхгревинк;
- 1902 – 1903 – Робърт Скот, Ърнест Шакълтън;
- 1908 – 1909 – Ърнест Шакълтън, Франсис Уайлд, Дъглас Моусън;
- 1911 – Хари Пенел;
- 1911 – 1912 – Руал Амундсен;
- 1912 – 1913 – Дъглас Моусън, Сесил Мадиган;
- 1928 – 1930 – Ричард Бърд;
- 1930 – 1931 – Дъглас Моусън;
- 1946 – 1947 – Ричард Бърд и др.[1]